# Kabo
Kabo este un oraș din Republica Centrafricană.